# تشنج
تشنج (به انگلیسی: Convulsion) نشانه بروز یک فعالیت نورونی همزمان، غیرطبیعی و شدید در مغز است که می‌تواند به صورت تغییر در وضعیت روانی، سطح هوشیاری، حرکات تونیک و کلونیک بروز یابد. این عارضه معمولاً با حمله صرع اشتباه گرفته می‌شود که به بروز ناگهانی نشانه‌ها یا علائم تشنجی در افراد مبتلا به صرع اشاره دارد. تشنج علل غیر صرعی دیگری نیز مانند هیپوگلیسمی، تب و تشنج، افت فشار خون، میگرن و ضربه مغزی دارد.
معمولاً بیمار قبل از حالت تشنج علائمی را احساس می‌کند که احتمال تشنج قریب‌الوقوع را می‌دهد. در مواردی بدن بیمار منقبض می‌شود. در صورتی که فرد دچار حمله شد بیمار را به پهلو بخوابانید تا راه تنفس او باز شود و دچار خفگی نشود. برخلاف تصور رایج نیازی به بیرون آوردن زبان از دهان نیست، چرا که فردی که دچار تشنج شده‌است زبانش را نخواهد خورد! و فقط در صورتی‌که دهان فرد دچار تشنج باز است بهتر است جهت جلوگیری از گاز زدن زبان یک تکه دستمال بین دندان‌ها قرار دهید. اما بایستی احتیاط کنید که مبادا انگشتان شما لای دندان‌های بیمار گیر کند.
 نگه داشتن دست و پای بیمار نیز ابداً توصیه نمی‌شود زیرا حرکات شدید و انقباضی ممکن است موجب دررفتگی یا شکستگی دست و پای او شود. اما اگر حمله تشنج در مجاورت آتش یا لبه پله‌ها رخ داده برای جلوگیری از افتادن بیمار در محل خطر، وی را با احتیاط از محل خطرناک دور کنید. در صورتی که بیمار در حالت بیهوشی قرار دارد به اجبار به او دارو ندهید، زیرا خطر آسپیراسیون و مرگ وجود دارد. معمولاً حالت بیهوشی فرد بین ۲ تا ۳ دقیقه طول می‌کشد. در مواقعی رنگ پریدگی، کبودی و… امکان دارد که در اغلب موارد، جای نگرانی نیست.
 پس از بازگشت کامل هشیاری، به وی نوشیدنی شیرین بدهید اما راجع به جزئیات حمله تشنج، به بیمار توضیح ندهید.
درمان دارویی:میدازولام، فنوباربیتال، فنو تویین، دیازپام

## علل تشنج
- تب بالا
- استرس و فشار عصبی
- صرع
- سکته مغزی
- قند خون پایین
- ضربه مغزی
- میگرن
- تومور مغزی
- سوء مصرف الکل
- کمبود ویتامین دی
- مصرف داروهای غیرقانونی یا مواد مخدر
- کمبود خواب
- میزان پایین سدیم خون هیپوناترمی
- خونریزی مغزی ناشی از ترومای سر
- مصرف بعضی از داروها
- افت فشار خون

## انواع تشنج
پزشکان به‌طور کلی تشنج را به دو دسته کانونی و عمومی بر اساس محل فعالیت غیرطبیعی مغز تقسیم می‌کنند:

### تشنج‌های کانونی
تشنج‌های کانونی شامل از دست دادن یا تغییر سطح هوشیاری یا آگاهی هستند. در این حالت فرد ممکن است به یک نقطه خیره شود و به محیط طبیعی خود پاسخ ندهد یا حرکات تکراری انجام دهد. گونه دیگر تشنج کانونی وجود دارد که ممکن است در آن سطح هوشیاری تغییری نکند ولی باعث ایجاد اختلال در عواطف فرد مانند تغییر در مزه غذاها، بو و احساس شود. در این حالت ممکن است حرکات ناخواسته یک قسمت بدن مانند دست یا پا یا علایمی مانند سرگیجه و چشمک زدن نیز منجر شود.

### تشنج‌های عمومی
تشنج‌هایی که همه قسمت‌های مغز را درگیر می‌کنند تشنج عمومی نامیده می‌شوند:
1. تشنج ابسنس (به انگلیسی: Absence): اغلب در کودکان ظاهر می‌شود. این عارضه ممکن است باعث از دست دادن آگاهی در کوتاه مدت شود.
2. تشنج‌های تونیک: این نوع تشنج دست‌ها و پاها را تحت تأثیر قرار می‌دهد و باعث افتادن فرد روی زمین می‌شود.
3. تشنج آتونیک: که باعث ایجاد اختلال در کنترل عضلات شده و باعث سقوط ناگهانی فرد بر روی زمین می‌شود.
4. تشنج کلونیک: این تشنج معمولاً روی گردن، صورت و دست‌ها تأثیر می‌گذارد.
5. تشنج‌های میوکلونیک: تشنج‌های میوکلونیک معمولاً به صورت حرکات ناگهانی پاها و بازوها ظاهر می‌شوند.
6. تشنج‌های تونیک-کلونیک: این نوع حملات تشنجی می‌توانند باعث از دست دادن ناگهانی هوشیاری، سفت شدن و تکان دادن بدن و گاهی از دست دادن کنترل مثانه یا گاز گرفتن زبان یا کف کردن جزئی دهان شوند.[۲]